# Engelenhaar (decoratie)
Engelenhaar is een speciaal soort versiersel dat met Kerstmis in de kerstboom kan worden gehangen. Het wordt gemaakt van glasvezel of lametta. Lamettahaar is eenvoudig te draperen in een kerstboom en symboliseert ijspegels welke in een kerstboom hangen. Engelenhaar veroorzaakt op de blote huid vaak een prikkelend en jeukend gevoel. Het is meestal zilver- of goudkleurig.
Engelenhaar wordt ook gebruikt voor decoratieve spinnenwebben. Deze spinnenwebben zijn meestal te koop in feestwinkels en rond Halloween ook in warenhuizen.

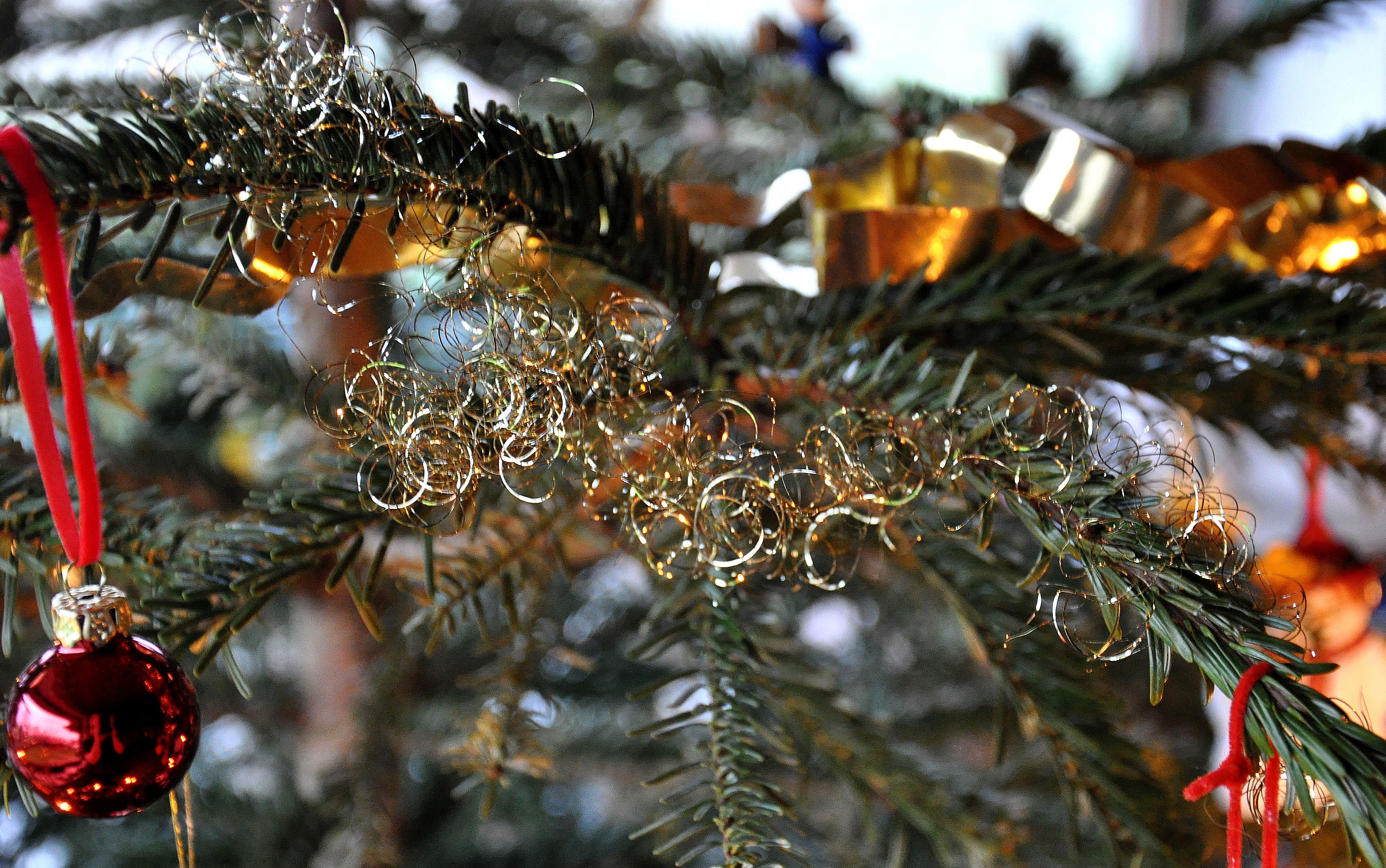
Engelenhaar